# Finska Stenindustri Ab
Finska Stenindustri Ab (Suomen Kiviteollisuus Oy) är ett finländsk stenindustriföretag, med inriktning på brytning av främst granit. Det grundades 1900 i Nystad och bröt då grå granit i Birkhalls stenbrott i Nystads skärgård. År 1901 öppnades ett stenbrott för Balmoral Red i Vemo kommun i Egentliga Finland och senare ett stenbrott för Balmoral Red i Tövsala.
Under mellankrigstiden öppnades flera andra stenbrott. Alla stängdes dock under andra världskriget, och endast ett för Balmoral Red och det i Birkhall återöppnades omedelbart efter kriget. 
Företaget har ett tiotal stenbrott i bland andra Tövsala, Vinkkilä i Vemo kommun, Kuru i Birkaland, Ylämaa och  Vederlax. Stensorter som bryts är bland andra rapakivigraniter som Balmoral Red, Baltic Brown och pyterlit samt grå kurugranit.